# Jordan Mechner

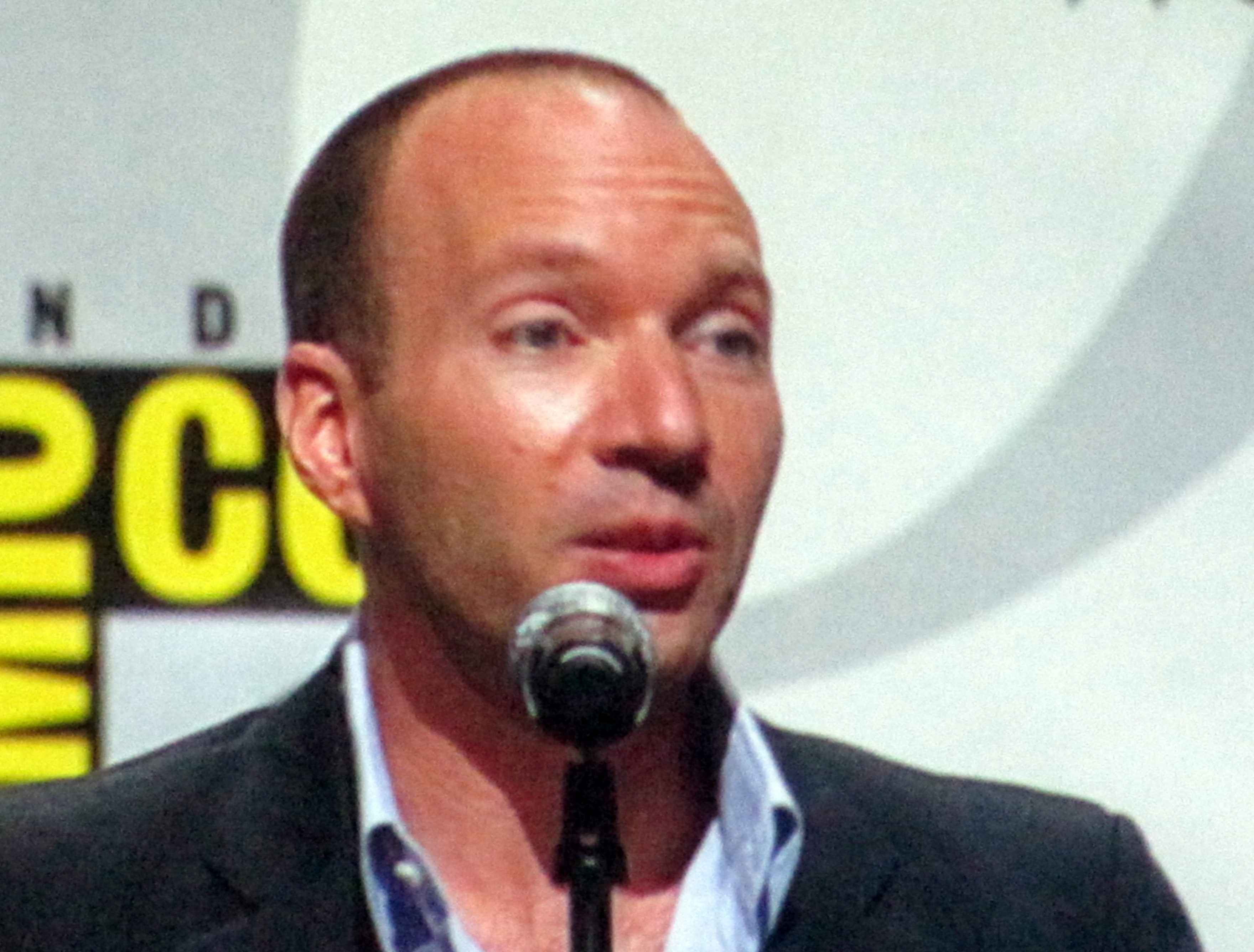
Jordan Mechner

Jordan Mechner (ur. 1964 w Nowym Jorku) – amerykański programista gier, autor takich gier jak Karateka i Prince of Persia, a także producent filmowy i scenarzysta. Mieszka w San Francisco.
Sławę przyniósł mu wydany w 1989 Prince of Persia. W przedsięwzięciu pomagali mu Leila Bronstein, Avril Harrison i James St. Louis. Gra ta była platformówką, w której w ciągu 1 godziny (czasu rzeczywistego) trzeba przejść 13 poziomów, otwierając wrota, pokonując przeszkody i wrogów. Gra była bardzo zaawansowana pod względem animacji jak na tamte czasy. Pierwsza wersja wydana została na komputer Apple II, ale wkrótce doczekała się konwersji na praktycznie wszystkie typy komputerów (Atari ST, Amiga, a także PC) i konsoli.
W 1993 Książę z Persji doczekał się kontynuacji w The Shadow & the Flame, jednak nie okazała się takim sukcesem jak pierwsza część.
W 1999 roku ukazała się gra Prince of Persia 3D – 3 część sagi, tym razem trójwymiarowa, a nie 2D. Okazało się, że gra została zdeklasowana przez inną grę komputerową, która ukazała się w tym czasie – Tomb Raider.
W 2001 Mechner podpisał umowę z Ubisoft Montreal Studio. Owocem tej współpracy był wydany w 2003 roku Prince of Persia: The Sands of Time, który zdobył szerokie uznanie wśród graczy. Dużą rolę odegrało zarówno nowatorstwo pewnych elementów (manipulacja czasem gry – m.in. możliwość „przewinięcia” gry o kilka sekund wstecz), jak i bardzo wysoka jakość sfery plastycznej gry (zwłaszcza animacje – co w ciekawy sposób nawiązywało do pierwszej części z serii).
Rok później (2004) POP:SoT doczekało się kontynuacji – Prince of Persia: Warrior Within. W tej części książę stara się uchronić przed śmiercią, zmieniając bieg historii. Jest to najmroczniejsze i najbardziej brutalne dzieło Ubisoft. Tym razem Jordan Mechner nie uczestniczył w projekcie gry, ponieważ nie podobała mu się koncepcja księcia bardzo oddalona od jego własnej. Gra była tak jak jej młodszy brat, stworzona do sukcesu. Pierwszy raz w historii zastosowano FreeForm Fighting System, który umożliwiał walkę z przeciwnikiem na wiele sposobów i umożliwiał graczowi stworzenie własnego stylu.

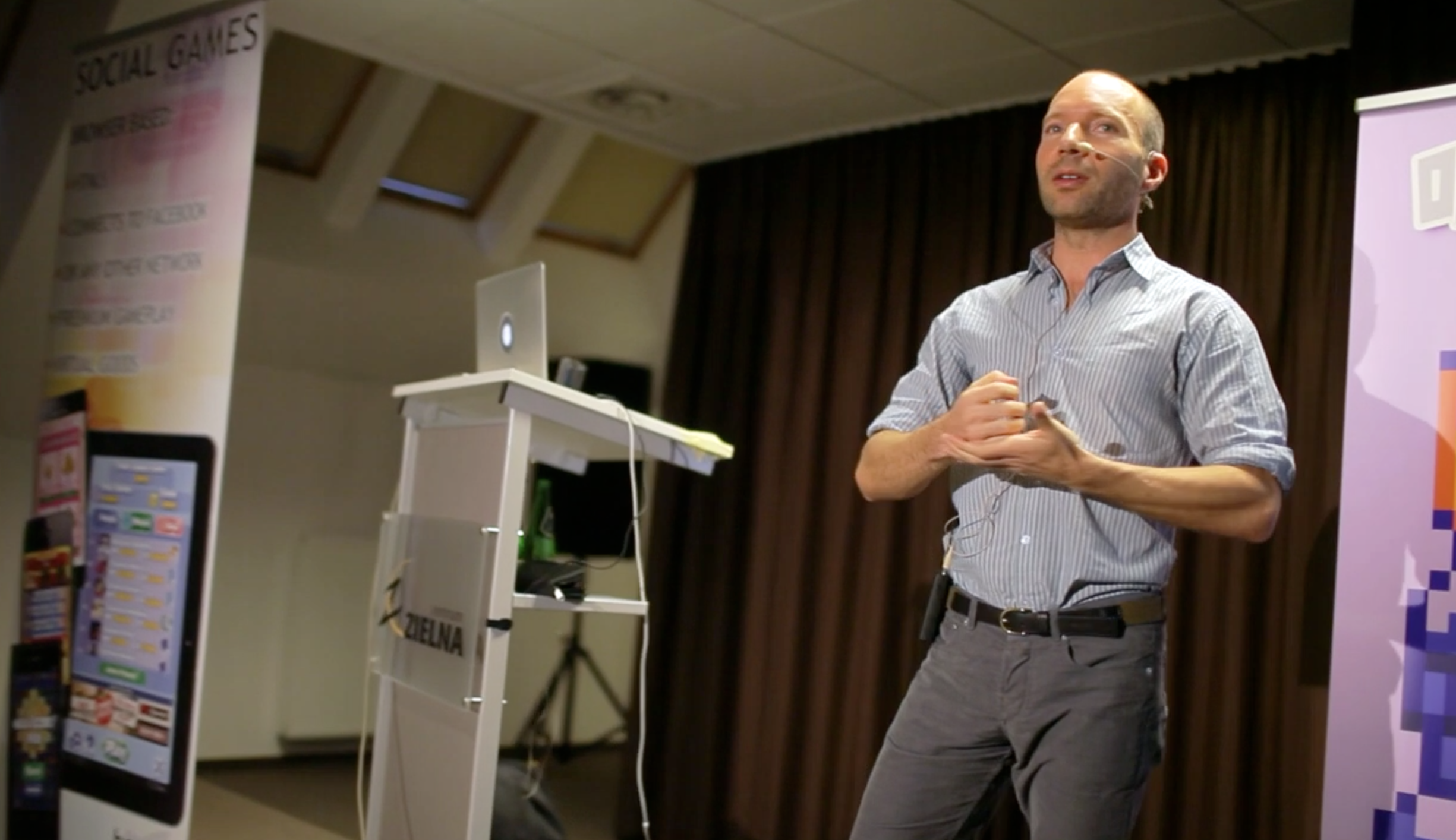
Jordan Mechner na onGameStart, Warszawa 2012

W grudniu 2005 ukazało się ostatnie dzieło Mechnera z serii Prince of Persia – Prince of Persia: The Two Thrones.
W 2008 roku ukazała się kolejna odsłona gry, zatytułowana Prince of Persia.
W czerwcu roku 2010 ukazała się kolejna część serii zatytułowana Prince of Persia The Forgotten Sands. Fabuła obejmuje wydarzenia między pierwszą częścią serii – Sands of Time a drugą Warrior Within.
W 2010 roku premierę miał film fabularny pt. Książę Persji: Piaski czasu, którego Jordan Mechner był producentem i scenarzystą.
We wrześniu 2012 Jordan Mechner po raz pierwszy przyjechał do Polski na zaproszenie Michała Budzyńskiego, organizatora konferencji onGameStart. W trakcie ponad godzinnego wystąpienia opowiedział jak zainteresował się grami komputerowymi oraz w jaki sposób wpłynęło to na jego życie. Przedstawił także swoją wizję przyszłości gier i graczy.